# Skagern
Skagern er en sø i Tiveden på grænsen mellem Värmland, Närke og Västergötland. Den er beliggende 69 meter over havet og 25 meter over Vänern. Dens areal er 133 kvadratkilometer, hvoraf de 69 er i Västra Götalands län,  39 i Värmlands län og 23  i Örebro län. Det gør Skagern til Sveriges attende største sø. Søen, som fra nord til syd har en længde af omkring 20 kilometer og hvis bredde i er omkring 10 kilometer, får i nord vand fra Svartälven eller Letälven og  i syd fra flere åer i Tiveden. Gennem Gullspångsälven afvandes Skagern mod vest til Vänern. Omgivelserne er hovedsagelig bjergrige og skovklædte. Tiveden har tre store søer: Viken, Unden og Skagern.
I 1916 fik elkraftselskabet Gullspång-Munkfors, trods strandejernes protester, gennem kong Gustaf 5.s dom tilladelse til at regulere søen, hvorved kraftmængden øgedes med omkring 3.500 hestekræfter. Reguleringshøjden blev omkring 1,6 meter, svarende til en vandmængde på 200 millioner kubikmeter. Reguleringen var datidens største i Sverige.
Navnets ældste kendte form er Scaður fra begyndelsen af 1300-tallet. Dette menes at komme af et ord med betydningen "vælde fram". Stavningen med g dukker først op i 1600-tallet.